# 堂邑县 (江苏省)
堂邑县，中国古县名。在今江苏省南京市六合区北，安徽省天长市西部。
春秋时为楚国的棠邑；后讹为堂，伍尚为堂邑大夫。秦始皇二十一年（前221年），始置棠邑县。西汉初年，封陈婴为堂邑侯，为棠邑侯国，元狩六年（前117年）改为堂邑侯国。元鼎元年（前116年），堂邑侯陈须（又名陈季须）与兄弟隆虑侯陈蟜在母亲刘嫖丧礼期间，未除服奸和兄弟争财，按罪当死。兄弟二人皆自杀，堂邑侯国除。后为堂邑县，属临淮郡。东汉时，属徐州广陵郡。东晋时改为尉氏县。南朝时，南齐、南梁、南陈均曾设置堂邑县。隋朝开皇四年（584年），废尉氏县、堂邑县、方山县，合为六合县。